# Kyanippos
Kyanippos (altgr. Κυάνιππος, lat. Cyanippus) ist ein antiker, griechischer männlicher Personenname und bedeutet „schwarzer Reiter“ oder „schwarzes Pferd“.

## Bekannte Namensträger
- Kyanippos, Sohn des Königs Adrastos von Argos, mit dem Sohn des Aigialeus identisch
- Kyanippos, Sohn des Aigialeus